# Mahansar
Mahansar fou un estat tributari protegit, una thikana feudataria de Jaipur, formada per 40 pobles. La seva bandera és la coneguda com panchranga, de cinc colors, però segons l'escut, és triangular amb la base al pal i el vèrtex a la part superior del vol. Els colors, la disposició dels quals varia a les panchrangues, seria vermell, groc, blanc, vers i blau. L'administració era conjunta per tres thakurs o talukdars. Tenien poder judicial i salutació d'una canonada, cosa bastant excepcional. Tenien el títol hereditari de Rajshree i Sonanaresh; als thakurs s'hi dirigien com "Shreejimaharaj" i als prínceps com "Maharaj Kumar ". Eren tributaris de Jaipur però de fet eren semiindependents. Mahansar era considerat estat i el thakur cap de l'estat. Els thakurs recaptaven taxes fins i tot de duanes, i tenien drets miners. Quan assistien a les festes a Jaipur tenien el privilegi d'Amanishah ka Nala per dos Sardars (un Tazimi i un Khans Chowki) amb Nagara Nishan, que els donaven la benvinguda.

## Llista de thakurs

### Mahansar unit
- Thakur Nahar Singh, fundador de Mahansar el 1768 fill segon de Thakur Nawal Singh of Nawalgarh,
- Thakur Lakshman Singh (fill) vers 1796, mort amb 52 anys
- Thakur Shivnath Singh (fill), els seus tres fills van crear tres branques

### Branca de Bada Panna
- Thakur Berisal Singh (fill de Shivnath Singh), fundador de la branca
- Thakur Govind Singh (adoptat, setè fill de thakur Khaman Singh de Chhota Pana
- Thakur Bishan Singh
- Thakur Narayan Singh ?-1951
- Thakur Tejpal Singh 1951-1955

### Branca de Bichla Panna
- Thakur Panne Singh (fill de Shivnath Singh), fundador de la branca
- Thakur Chandra Singh (fill)
- Thakur Bhoor Singh (fill)
- Thakur Chhagar Singh (fill)

### Branca de Chhota Panna
- Thakur Khaman Singh (fill de Shivnath Singh), fundador de la branca
- Thakur Prithvi Singh (fill)
- Thakur Juhar Singh
- Thakur Partap Singh
- Rajshree Thakur Keshar Singh (només el títol)